# Bramsche
Bramsche é uma cidade localizada no distrito de Osnabrück, no estado da Baixa Saxônia, noroeste da Alemanha.
Foi lá que, no ano 9 d.C., ocorreu a famosa Batalha de Teutoburgo.